# Петергофский фонтанный водовод
Петергофский фонтанный водовод — расположенный в Санкт-Петербурге (Петергофе) и Ленинградской области памятник архитектуры, инженерная система, снабжающая водой фонтаны Петергофа.
Как минимум с XIX века существует до сих пор не решённая проблема подчинения сооружения различным организациям, что приводит к проблемам с поддержанием работоспособности системы.

## История

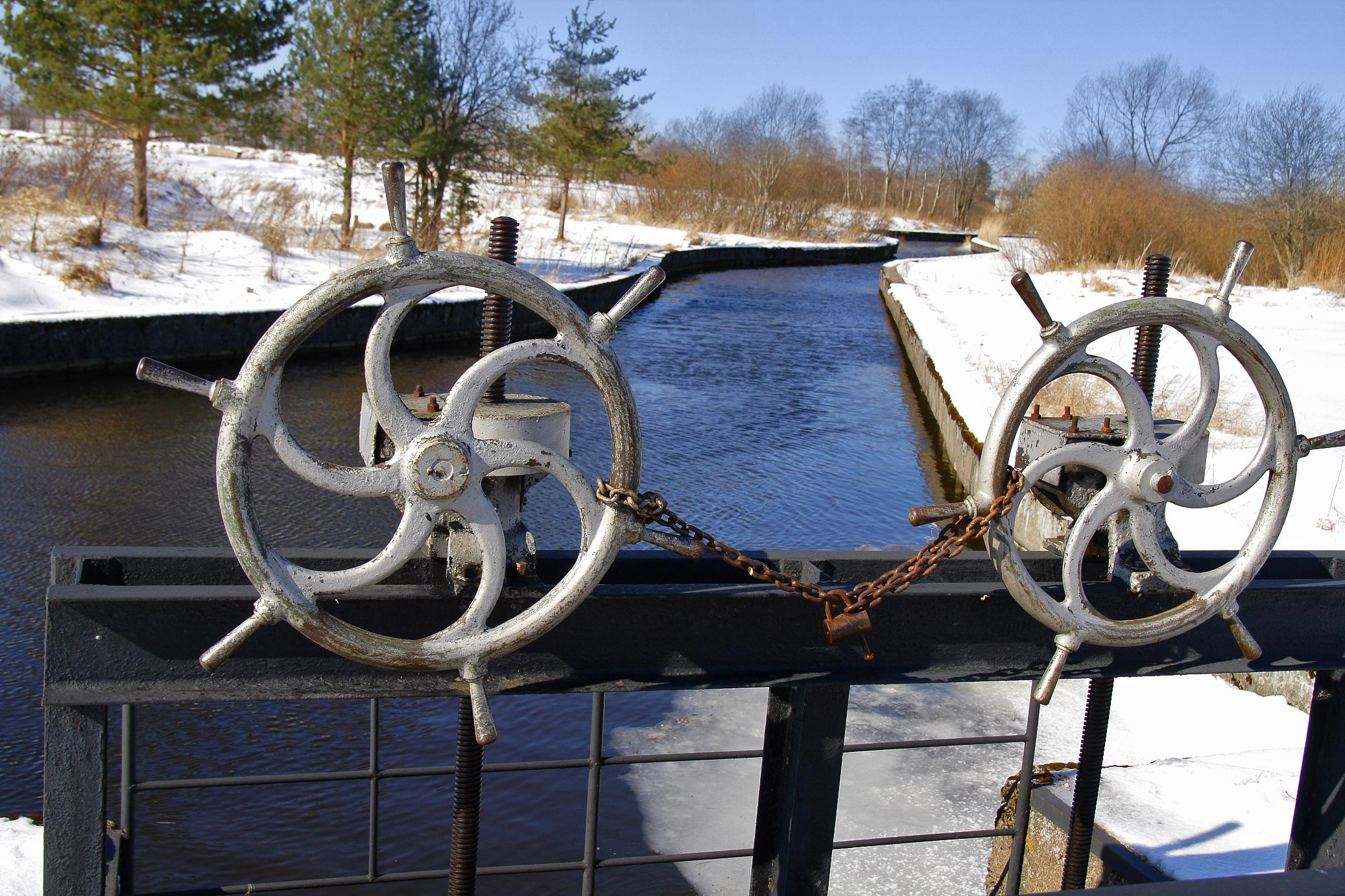
Шлюз на Шингарке

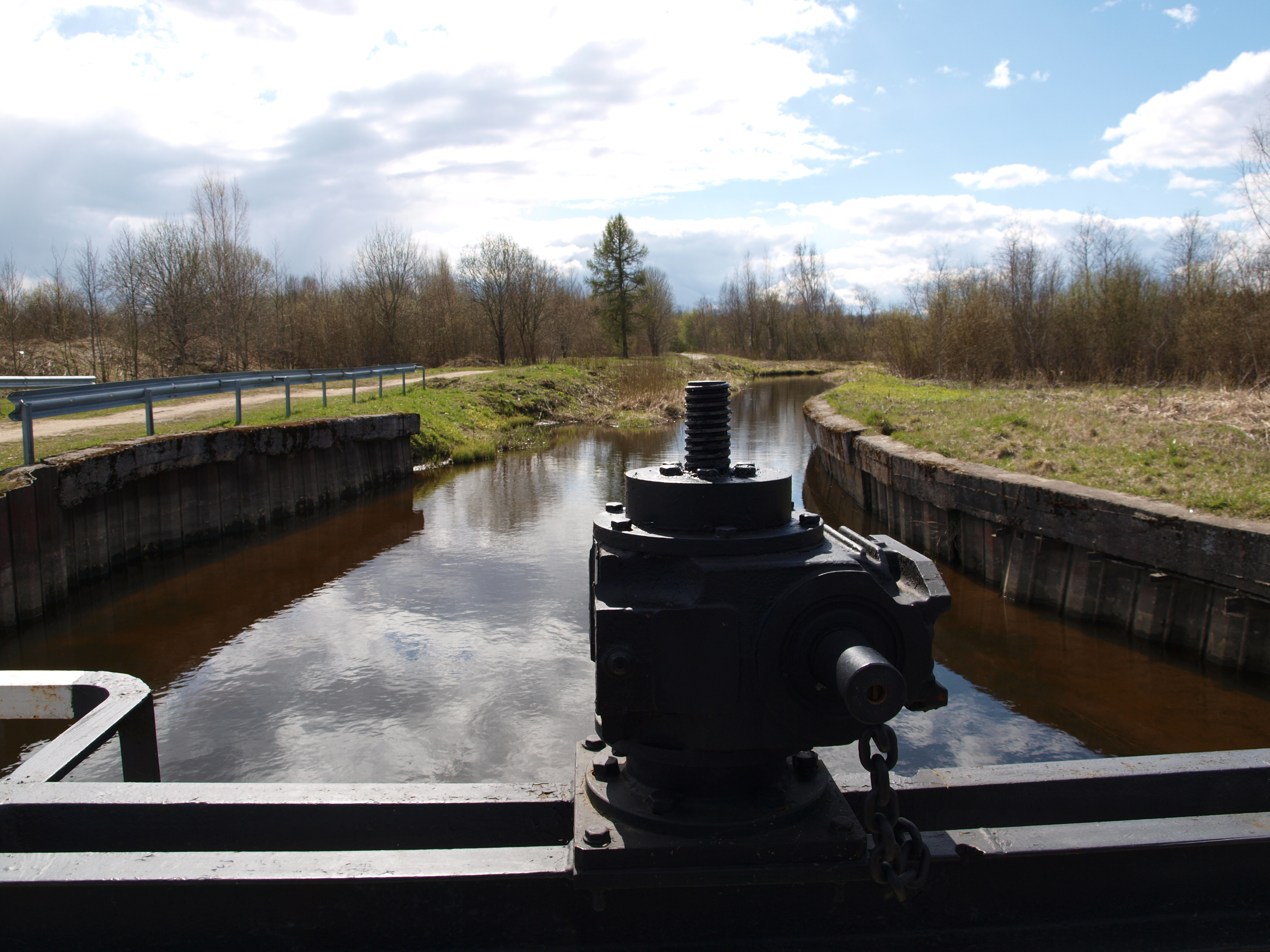
Шлюз на Старопетергофском канале с отводом к Царской мельнице

Водовод был создан для обеспечения каскадов и фонтанов Верхнего сада и Нижнего парка. Первое связанное с ним распоряжение от 15 ноября 1715 года было связано с созданием пруда для питания Большого каскада; вода в пруд должна была набираться из двух рек, вытекающих из Охотного болота (с середины XIX века превращённого в Ольгин пруд).
В 1716 году Пётр I задал Жану-Батисту Леблону разработать проект водоснабжения. В феврале 1717 года был создан «Водяной план», в который Леблон включил четыре бассейна по сторонам Верхнего сада и три бассейна в саду; все семь должны были брать воду из Охотного болота, предлагалось строительство водоподъёмных машин. На момент составления плана Пётр был за границей, когда он вернулся, он приказал вместо реализации плана выкопать пруды, позднее получившие название Квадратных прудов и Нептуновского пруда; их вырыли в 1719—1721 годах.
Пётр понимал, что одно болото не может долго обеспечивать систему водой, и задал искать другие источники; они были найдены на Ропшинской возвышенности рядом с деревнями Забородье, Глядино и Хабино, что позволило создать самотечную систему. В августе 1720 года было решено создать самотёчный водовод от Ропши; Ропшинский канал длиной 24 километра, шириной 6,4 м и глубиной 2,13 м начали строить в постепенно понижающейся болотистой местности в январе 1721 года, в ходе строительства использовались естественные пруды и протоки из соседних болот. Руководил строительством Василий Туволков, в работах были задействованы солдаты Нарвского, Выборгского, Рижского, Псковского полков и Петербургского гарнизона, ежедневное количество рабочих на строительстве иногда превышало 2000 человек. Берега были укреплены сваями, толстыми кольями, дёрном, фашинами, плетёнкой из ивовых прутьев; в работах были задействованы спроектированные Туволковым водоотливные машины и землечерпалки. Вчерне Ропшинский канал был достроен к августу 1721 года, 8 (19) августа 1721 года состоялась церемония пуска воды с участием Петра I и Екатерины Алексеевны, но работы на нём продолжались ещё десять лет (в том числе уже в 1738 году канал пришлось в первый раз ремонтировать), в мае-сентябре 1747 года канал чистили и ремонтировали около 7000 человек).
В Бабигонском естественном пруду было устроено два шлюза, один из которых направлял воду в канал Верхнего сада, другой — в реку, идущую к Верхним прудам (теперь пруды Английского парка). Берега Верхних прудов были повышены, их выход к морю был закрыт, таким образом, было организовано водохранилище. Летом 1721 года из этой системы до Верхнего сада был проложен километровый Верхнесадский канал (канал Гольца) шириной 10 метров; его создание позволило не только питать существующие фонтаны, но и создавать новые.
В 1726 году был вырыт пруд для фонтана «Ева», вода к которому подводилась из Верхнесадского канала. В 1739 году был создан Красный пруд, бравший воду из Охотного болота и снабжающий водой фонтаны восточной части Нижнего парка. В 1750 году был создан Шинкарский шлюз, через который вода направляется или в Петергоф, или, во время паводков, в реку Шинкарку.
Для пяти фонтанов Верхнего сада, созданных в 1732—1740 годах, от Бабигонских прудов были проложены две однофутовые деревянные трубы; для «Самсона» была проложена двухфутовая труба. В 1755-1769 годы деревянные трубы заменили на чугунные, при этом чугунный водовод сделали на 2 км короче, его начало шло от местности, в которой позже построили Розовый павильон, и в целом для повышения напора воды канал был выпрямлен.
В 1831 году начались работы по расчистке, углублению старого водовода и повышению его берегов. Тогда же в систему включили источники рядом с деревней Лапино, так как воду стали дополнительно расходовать Гранильная и Бумажная фабрики; в 1832—1833 годах Лапинский ручей соединили с Ропшинским водоводом Новосоединительным каналом длиной более 5 километров и шириной 8,5 м. У слияния ручья и канала сделали водохранилище и два шлюза, один из которых пропускает воду в канал, а другой, «вольный», отводит воду в Порзоловское болото.
В 1848—1853 годах А. И. Штакеншнейдер и М. И. Пилсудский создали на территории Лугового парка Сапёрный, Орлиный, Руинный, Никольский, Церковный, Самсониевский, Круглый, Мельничный и Бабигонский пруды, служащие водохранилищами. Последним крупным изменением в системе водовода было создание отводных каналов в «Александрию» и Александрийский парк.
Длина каналов системы — 40 километров (по другим данным, предположительно, с другим способом подсчёта — 56 километров), в системе 18 прудов-водохранилищ площадью около 100 га и объёмом более 1,3 млн кубических метров воды. В системе 22 шлюза, из них шесть двойных. По Нижнему парку проходит 14 километров труб. Также в системе 12 каналов, 10 крупных ручьёв и речек (по другим данным, 9 каналов и 12 ручьёв и рек), общее количество гидротехнических сооружений — 140 (39 мостов, 28 труб-переездов, 33 шлюза-регулятора и пр.), ежесекундная выработка системы — 1,2 м³ воды. Около 20 % труб системы были сделаны в XVIII веке, 70 % — в XIX веке и только 10 % труб проложено в XX веке.
В конце XIX — начале XX века система использовалась в первую очередь для городского водоснабжения, что приводило к её более быстрому износу. В 1935—1936 годах прошла реставрация водовода от павильона Озерки до Верхнего сада с ремонтом Шинкарского шлюза. До 1938 года поддержание системы в конечном счёте лежало на ГМЗ «Петергоф» при том, что система продолжала использоваться для городского водоснабжения, включая снабжение заводов и фабрик. После 1938 года началась инспекция и реорганизация системы управления, но реализовать планы по восстановлению не успели из-за войны.
Во время Великой Отечественной войны большинство шлюзов было уничтожено, водовод подорван. Основное восстановление, исправление и частичная расчистка системы была проведена в 1944—1948 годах, после чего был продолжен ремонт отдельных частей системы; полное восстановление состоялось только к 2000 году.
После войны системой заведовал «Водоканал», ГМЗ «Петергоф» платило за пользование водой. В 1970-е годы в систему был добавлен Шингарский пруд. С ноября 2007 года объекты водоподводящей системы Петродворца были изъяты из ведения ГУП «Водоканал Санкт-Петербурга» и закреплены за СПб ГУП «Экострой», но эта организация занималась водоводом только на территории Санкт-Петербурга, проходящая по Ленинградской области часть водоподводящей системы, намного большая по протяжённости, на 2023 год считалась бесхозной. В целях водоснабжения Петергофа и окрестностей водовод в настоящее время почти не используется.
18 октября 2016 года Министерство культуры России утвердило границы и режим использования территории водоподводящей системы.

## Фонтанная команда Петергофа
Фонтанная команда, обслуживающая водовод, начиналась с Джованни и Джулиано Баратини и Поля Суалема (родственники Суалема были строителями водоподъёмной машины в Марли); в их обязанности входило обучение подмастерьев, изначально — 9 человек из числа рекрутов, к октябрю 1722 года в команде было уже 29 человек. В дальнейшем в ученики брали невысоких и худых мальчишек, которые могли бы пролезать в трубы для их чистки. На 2023 год в фонтанной команде ГМЗ «Петергоф» было 32 человека, которые, среди прочих обязанностей, «ежедневно крутят около 300 задвижек, 60 % которых были изготовлены в XVIII—XIX веках» и в сезон 10-15 раз в день регулируют водомёты, «простукивая» свинцовую часть фонтанной форсунки специальными деревянными молотками. Эта же команда занимается чисткой, консервацией на зиму, ревизией и ремонтом.
Трубы водовода демонстрируются посетителям в гротах Большого каскада, история водовода описана в Музее фонтанного дела.